# Bernardo Oliveira
Bernardo Oliveira (Brasilia, 8 juni 1993) is een Braziliaans boogschutter.

## Carrière
Oliveira nam deel aan de Olympische Spelen in Rio. Hij versloeg in de eerste ronde de Australiër Alec Potts, maar verloor van de Chileen Ricardo Soto in de tweede ronde.
Hij nam ook deel aan de wereldkampioenschappen van 2015, 2019, 2021. Op de Pan-Amerikaanse Spelen in 2015 in Toronto won hij brons met Brazilië. In 2021 won hij brons individueel op het Pan-Amerikaans kampioenschap tegen Ricardo Soto.

## Erelijst

### Wereldkampioenschap
Individueel
- 2015: 1e ronde (verloren van Alec Potts met 0-6)
- 2019: 1e ronde (verloren van Samet Ak met 4-6)
- 2021: 1e ronde (verloren van Mete Gazoz met 2-6)

### Pan-Amerikaanse Spelen
Individueel
- 2015: 1e ronde (verloren van Juan Carlos Stevens met 5-6)
- 2019: vierde (verloren van Eric Peters met 1-7)

Team
- 2015:  Toronto

### Pan-Amerikaans kampioenschap
Individueel
- 2010: 1e ronde (verloren van Nikhil Kanhai)
- 2014: ?
- 2021:  (gewonnen van Ricardo Soto met 6-2)

Team
- 2021:  Monterrey